# Partido Tercera Posición
El Partido Tercera Posición (3P), fue un partido político argentino liderado por Graciela Camaño y su exmarido Luis Barrionuevo. formó forma parte del Interbloque Federal a través de Graciela Camaño y de Juntos por el Cambio en la Provincia de Buenos Aires

## Resultados electorales

### Elecciones presidenciales
|  | 21.39 % |

|  | 6.14 % |

### Elecciones al congreso
| Año  | Votos                       | %                   | Diputados | Senadores | Nota                                                                                          |
| ---- | --------------------------- | ------------------- | --------- | --------- | --------------------------------------------------------------------------------------------- |
| 2015 | 2.277.477 (D) 18.283 (S)    | 9,77% (D)           | 1/257     | 0/72      | UNA en PBA, CABA y Catamarca Cambiemos en La Rioja                                            |
| 2017 | 1.219.496 (D) 1.069.747 (S) | 4,96% (D) 9,02% (S) | 1/257     | 0/72      | 1País en PBA, CABA, La Rioja y Santa Fe                                                       |
| 2019 | 869.504 (D)                 | 3,39% (D)           | 1/257     | 0/72      | Consenso Federal en PBA, Catamarca, Corrientes, Santa Fe y Tucumán                            |
| 2021 | 1.104.157 (D) 710.673 (S)   | 4,75% (D) 9,99% (S) | 1/257     | 0/72      | Vamos con Vos en Provincia de Buenos Aires Frente de Todos en Catamarca, Corrientes y Tucumán |